# Kazdanga slott
Kazdanga slott ligger i byn Kazdanga, Kazdanga socken, Aizpute kommun, landskapet Kurland, Lettland. Herrgården var först byggt av trä, men när det nya slottet byggdes i början av 1800-talet så byggdes det i klassisk stil av tyska arkitekten JG Berlitz. Nu används av ett antal lantbruksskolor. 

## Historia
Palatset byggdes mellan åren 1800 till 1840 i byggstilen klassicism, arkitekten var Johann Gottfried Adam Berlitz. Till slottet finns en stenbro och på andra sidan floden finns rester av tjänstefolkets bostäder, stall och lador. Palatset brändes ner till grunden av bönderna under revolutionen 1905. Den tyska baronen von Manteuffel renoverade upp slottet igen 1907, under renoveringen fick slottet en nyklassicistisk stil. Arkitekten under renoveringen var den välkända Paul Schultze-Naumburg.
Under första världskriget blev slottet åter förstört, men byggdes upp igen mellan 1925 och 1927. År 1930 flytta lantbruksskolan i Kazdanga in i slottet och har än idag kvar sin verksamhet där. Nära slottet finns ett hus av Chevaliers. Huset har en barock stil med en bevarad interiör.